# Deportes de tabla

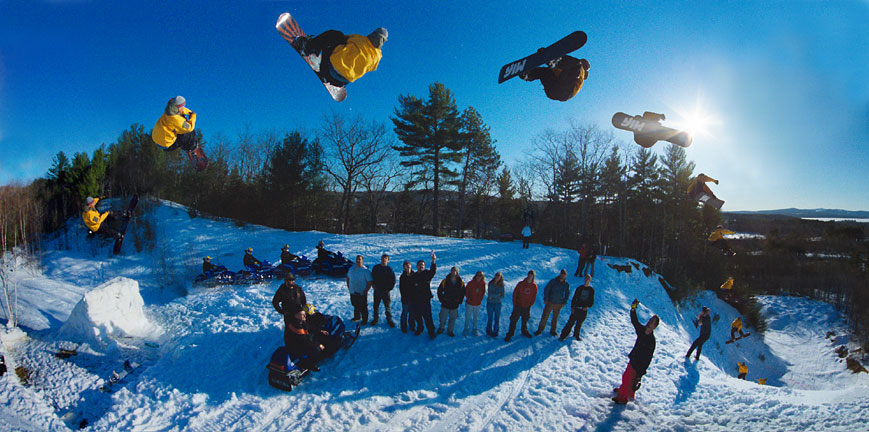
Imagen de una típica acrobacia de snowboard.

Los Deportes de tabla son aquellos que se practican con algún tipo de tabla como equipo primario. El surfing fue el primer deporte de tabla del mundo. Con el tiempo la cantidad de deportes ha aumentado y en la actualidad existe una variedad de este tipo de deportes, entre los más comunes se encuentran:
- Snowboarding
- Sandboarding
- Windsurfing
- Kitesurfing
- Surfing
- Skateboarding
- Mountainboarding
- Longboarding
- Wakeboarding

- Datos: Q911069
- Multimedia: Board sports / Q911069